# Менеменспор
Менеменспор (тур. Menemen Spor Kulübü) — турецкий футбольный клуб из Менемена, района города Измир, в настоящее время выступающий во Второй лиге, третьей по уровню в системе футбольных лиг Турции. Домашние матчи команда проводит на стадионе «Менемен Ильче», вмещающем около 5 000 зрителей.

## История
Клуб начал свою деятельность в 1927 году, но официально зарегистрирован только в 1942 году. С этого времени по 1983 год «жёлто-синие» (были выбраны цвета «Фенербахче») неизменно выступали на любительском уровне, в местной измирской лиге. В 1984 году при участии местных властей были собраны средства, которые позволили клубу вступить в воссозданную Третью лигу. В дебютном сезоне в ней «Менеменспор» занял третье место в одной из 11 групп лиги, вслед за «Манисаспором» и «Акхисар Беледиеспором». Спустя два года команда выиграла свою группу и впервые в своей истории вышла во Вторую лигу (второй уровне в системе футбольных лиг того времени). Два сезона «Менеменспор» играл роль середняка лиги, но по итогам сезона 1989/1990 вылетел обратно в Третью лигу, а спустя год и вовсе вернулся на любительский уровень, на котором играл до 2008 года.
С 2008 года клуб под названием «Менемен Беледиеспор» выступал в Третьей лиги (четвёртый уровень). В сезоне 2013/14 он занял пятое место в своей группе. В полуфинале плей-офф «Менемен Беледиеспор» в серии пенальти одолел «Тузласпор», а в финале, благодаря единственному голу Бурханеттина Чакырефе на 86-й минуте, победил «Ени Диярбакырспор» и вышел во Вторую лигу.
В сезоне 2014/15 «Менемен Беледиеспор» в 1/4 финала плей-офф за выход в Первую лигу уступил по сумме двух встреч «Пендикспору», спустя два года на аналогичной стадии — «Гюмюшханеспору», а в сезоне 2017/18 — «Кечиоренгюджю». Наконец в сезоне 2018/19 «Менемен Беледиеспор» занял первое место в Красной группе Второй лиги, по дополнительным показателям опередив «Фатих Карагюмрюк», и вышел в Первую лигу. По итогам сезона 2021/22 вылетел во Вторую лигу.

## Текущий состав
| №  |               | Поз. | Имя                | Год рождения |
| -- | ------------- | ---- | ------------------ | ------------ |
| 1  | Флаг Албании  | Вр   | Гентиан Сельмани   | 1998         |
| 2  | Флаг Турции   | ПЗ   | Юсуф Талум         | 2001         |
| 3  | Флаг Турции   | ПЗ   | Омер Сахбас        | 1998         |
| 5  | Флаг Сербии   | Защ  | Ясмин Тртовац      | 1986         |
| 6  | Флаг Турции   | ПЗ   | Ташкын Чалыш       | 1993         |
| 7  | Флаг Турции   | Нап  | Мустафа Чеченоглу  | 1994         |
| 8  | Флаг Турции   | ПЗ   | Мухаммед Али Доган | 1995         |
| 9  | Флаг Германии | Нап  | Али Озгюн          | 1989         |
| 12 | Флаг Нигерии  | Нап  | Сикиру Олатунбосун | 1996         |
| 14 | Флаг Нигерии  | Нап  | Рашид Аканби       | 1999         |
| 17 | Флаг Германии | ПЗ   | Озкан Йылдырым     | 1993         |
| 19 | Флаг Турции   | Нап  | Мурат Элькатмыш    | 2001         |
| 20 | Флаг Турции   | Нап  | Селим Айдемир      | 1990         |
| 23 | Флаг Германии | ПЗ   | Мехмет Бозтепе     | 1988         |

| №  |              | Поз. | Имя               | Год рождения |
| -- | ------------ | ---- | ----------------- | ------------ |
| 25 | Флаг Турции  | ПЗ   | Мурат Эрдемир     | 1989         |
| 33 | Флаг Турции  | Вр   | Амир Гюрен        | 1990         |
| 44 | Флаг Турции  | Вр   | Эрхан Аслан       | 1992         |
| 50 | Флаг Турции  | Защ  | Али Кетен         | 1996         |
| 52 | Флаг Турции  | ПЗ   | Тайфун Айдоган    | 1996         |
| 55 | Флаг Турции  | Защ  | Эрджан Джошкун    | 1995         |
| 63 | Флаг Нигерии | ПЗ   | Генри Остин Онока | 1998         |
| 66 | Флаг Албании | Защ  | Давид Домгёни     | 1997         |
| 77 | Флаг Турции  | Нап  | Самед Кая         | 1995         |
| 88 | Флаг Турции  | Защ  | Рыдван Кочак      | 1988         |
| 92 | Флаг Турции  | Защ  | Фуркан Байыр      | 2000         |
| 98 | Флаг Турции  | ПЗ   | Харун Каваклыдере | 1998         |
| 99 | Флаг Турции  | Нап  | Хусейн Чолак      | 1990         |